# Forster (flygplats)
Forster är en flygplats i Australien. Den ligger i kommunen Great Lakes och delstaten New South Wales, i den sydöstra delen av landet, omkring 220 kilometer nordost om delstatshuvudstaden Sydney. Forster ligger 5 meter över havet. Den ligger på ön Wallis Island.
Närmaste större samhälle är Forster, nära Forster. Genomsnittlig årsnederbörd är 1 701 millimeter. Den regnigaste månaden är februari, med i genomsnitt 313 mm nederbörd, och den torraste är oktober, med 46 mm nederbörd.